# 縮図
『縮図』（しゅくず）は、小説家徳田秋声の最後の長編小説。また、同作を原作として1953年（昭和28年）に新藤兼人が監督した日本の長篇劇映画である。

## 詳細

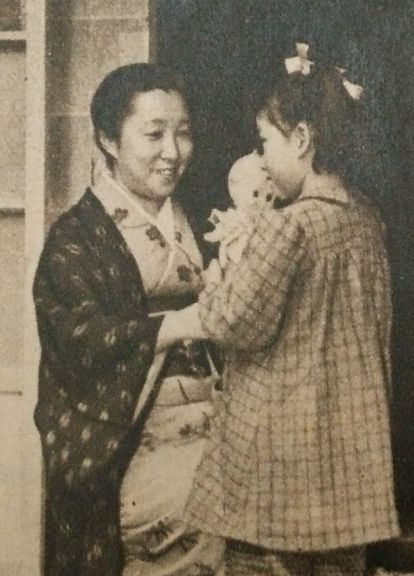
小林政子（1949年）

長編小説『縮図』は、秋声最晩年の1941年（昭和16年）6月28日から9月15日まで、『都新聞』に連載された。挿絵は内田巌。白山で置屋を営む元芸者の小林政子をモデルに、芸妓の世界を描いていたため、情報局から太平洋戦争直前の時局柄好ましくないという干渉をうけ、第80回で連載を中絶。以後続きが書かれることはなかった。
秋声没後の1944年（昭和19年）11月、小山書店により単行本化が進められたが、東京の空襲により、製本の寸前で未発表部分の原稿とともに消失した。幸い見本刷の1冊が疎開してあったため、戦後の1946年（昭和21年）7月10日、未発表の「裏木戸」第14節の一部から第16節までを加えた形で刊行された。
50年にわたる秋声文学の集大成であり、しばしば秋声文学ひいては日本の自然主義文学の最高峰を示すとも言われる。広津和郎は、「一体が簡潔な秋声の文章も此処に至つて極度に簡潔になり、短い言葉の間に複雑な味を凝縮させながら、表現の裏側から作者の心の含蓄をにじませてゐる技巧の完成は、彼が五十年の修練の末に辿りついたものである」と評し、「自然主義の荘厳」と作者の「慈悲心の微光」を激賞した。川端康成も、「近代日本の最高の小説であることは疑ひない」と絶賛した。

## あらすじ
主人公均平は、明治中葉の進歩的風潮に触れて育ち、若気から反逆心にそそられて、地方庁の官吏から新聞社の政治部に入るなど職業を度々変えたのち、資産家三村家の養子になったが、養家の人たちと折り合いが悪く、妻の死後家を出て、子供たちとも別居し、今は落魄して銀子という芸者上がりの女性と同棲している。銀子は貧しい靴職人の家に生まれ、一家の生計を助けるために芸者となり、苦労の多い波乱に満ちた半生を歩んできたが、家庭を持つことに憧れ、苦労にめげず、素朴で単純な性格を、今もって失わない、気性のさばさばした女性である。銀子が均平の後ろ盾で東京・白山で置屋を営むようになったころ、別れて暮らしている娘から手紙を受け取った均平は、富士見の療養所に結核で入院中の長男を見舞い、娘に銀子を引き合わせる。久しぶりの父子の対面はぎこちなかったが、長年のわだかまりはいくらか和らいだようであった。やがて物語は、銀子の過去へさかのぼってゆく。

## 映画
1953年公開。原作における均平との交渉を捨象し、銀子の前半生のみを描く。キネマ旬報ベストテン10位。

### スタッフ
- 製作：近代映画協会
- 上映時間：131分
- フォーマット：白黒映画 - スタンダードサイズ（1.33:1） - モノラル録音
- 配給：新東宝
- 製作：吉村公三郎
- 協力製作：山田典吾、絲屋寿雄、能登節雄
- 監督：新藤兼人
- 脚本：新藤兼人
- 撮影：伊藤武夫
- 美術：丸茂孝
- 音楽：伊福部昭
- 録音：長岡憲治
- 照明：田畑正一

### 出演者
- 銀子：乙羽信子
- 時子：島田文子
- お島：北林谷栄
- 銀蔵：宇野重吉
- 桂庵の山田：殿山泰司
- 磯貝：菅井一郎
- 磯貝の妻：沢村貞子
- 猪野：滝沢修
- 倉持：山内明
- 春芳の女将民子：山田五十鈴
- 藤川の女将：細川ちか子
- 若林：山村聡
- 染福：日高澄子
- 梅村医師：清水将夫
- 栗栖：沼田曜一
- 倉持の母：英百合子
- 瀬川：進藤英太郎
- 長瀬：柳永二郎
- 代議士八代：嵯峨善兵
- 田中筆子
- 清川玉枝
- 朝霧鏡子
- 逢初夢子
- 槙芙佐子
- 高野由美
- 小夜福子
- 下元勉
- 山村：芦田伸介
- 伊達信
- 佐野浅夫
- 庄司永健
- 内藤武敏
- 松下達夫
- 大森義夫
- 大町文夫
- 日野道夫
- 斎藤美和
- 奈良岡朋子
- 佐々木すみ江
- 田中敬子
- 原ひさ子
- 田中筆子
- 音羽久米子